# Perupelikan
Perupelikan (Pelecanus thagus) är en fågel nära släkt med brun pelikan som förekommer i västra Sydamerika.

## Utseende
Perupelikanen är lik brun pelikan som den tidigare behandlades som underart till, men är betydligt större med en längd på 137 till 152 centimeter och en vingbredd på ungefär 228 centimeter. Den har också proportionellt längre tofsfjädrar samt annorlunda färgad strupsäck, näbb, skapularerna och vingtäckare.

## Utbredning och systematik
Perupelikanen från 33.5° S i centrala Chile till Piura i norra Peru. Den förekommer också som besökare i södra Chile och Ecuador. Vid ett tillfälle har den sett i sydöstra Brasilien.
Arten är systerart till brun pelikan (Pelecanus occidentalis). Den behandlas som monotypisk, det vill säga att den inte delas in i några underarter.

## Ekologi
Arten häckar i lösa kolonier på klippig kust och öar från september till mars. Den lägger två till tre ägg som ruvas i fyra till fem veckor. Liksom andra pelikaner lever den nästan uteslutande av fisk. Den dyker från låg höjd eller fångar bytet simmande. Undantagsvis kan den ta annan föda, som fågelungar från kejsarskarv, perudykpetrell, ökenmås eller till och med kannibaliserar på andra pelikanungar.

## Status
Perupelikanen har en stabil populationsutveckling eller till och med ökar i antal. Dock anses den fortfarande återhämta sig efter en dramatisk minskning i samband med El Niño 1998. Detta i kombination med en risk för liknande händelser i framtiden gör att internationella naturvårdsunionen IUCN kategoriserar arten som nära hotad (NT). Världspopulationen uppskattas till mellan 100.000 och en miljon individer.

## Bilder

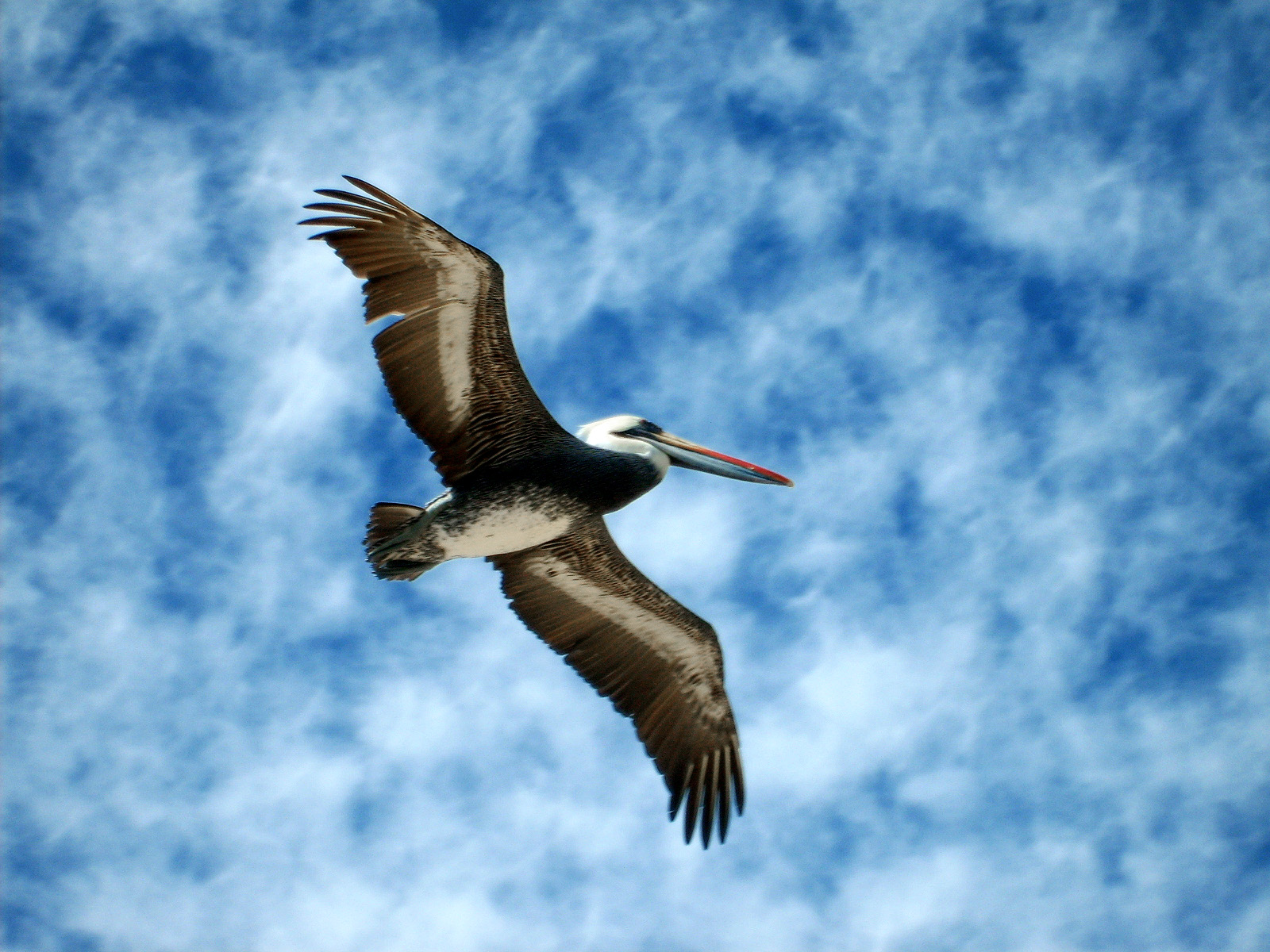
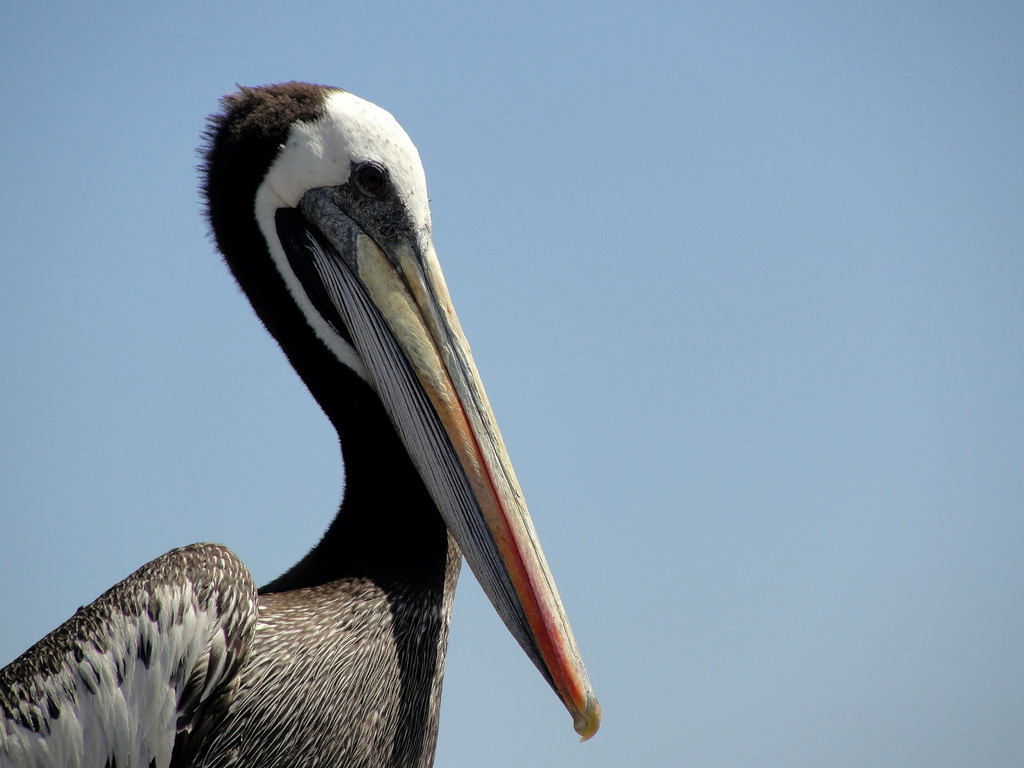
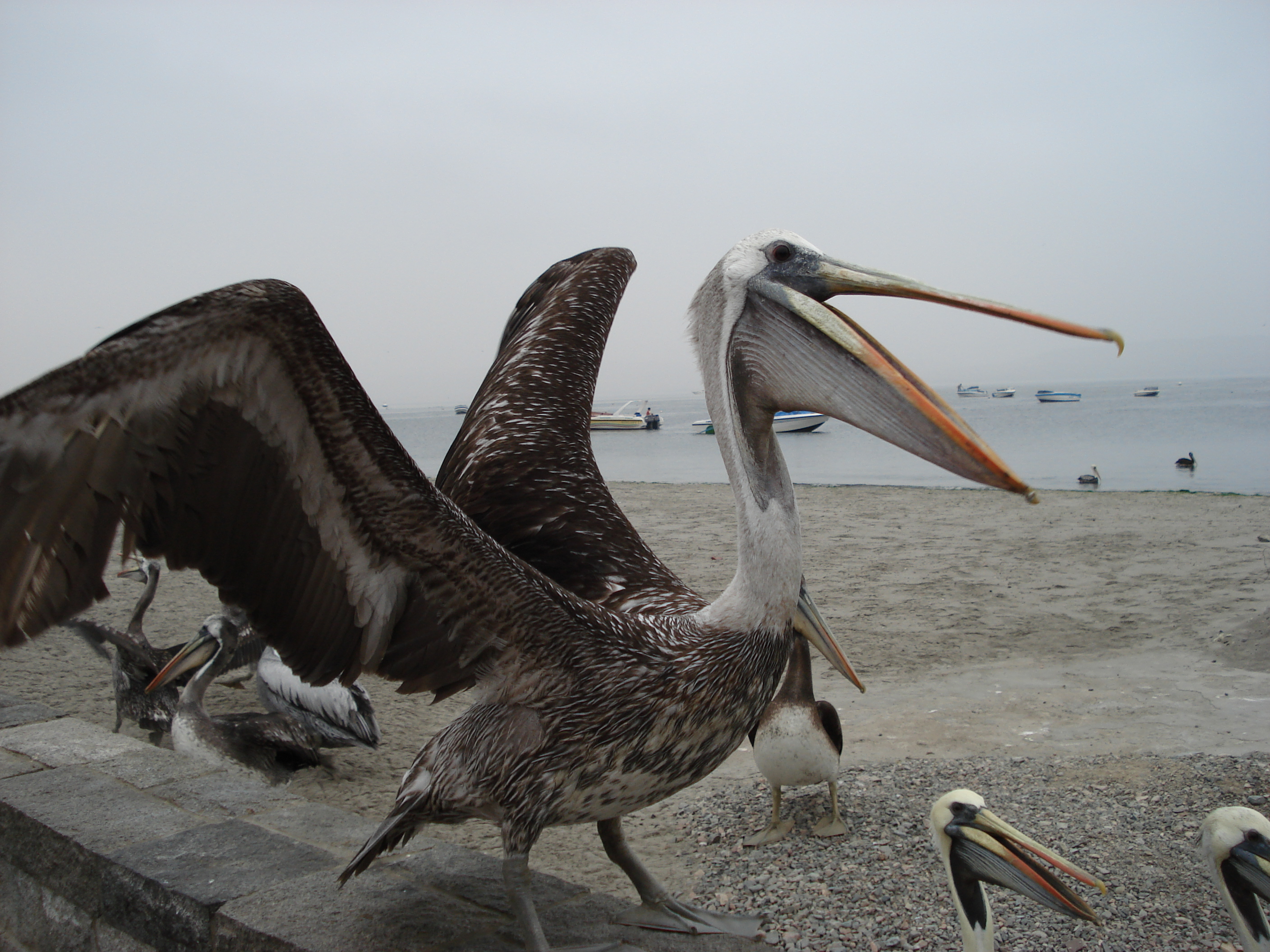
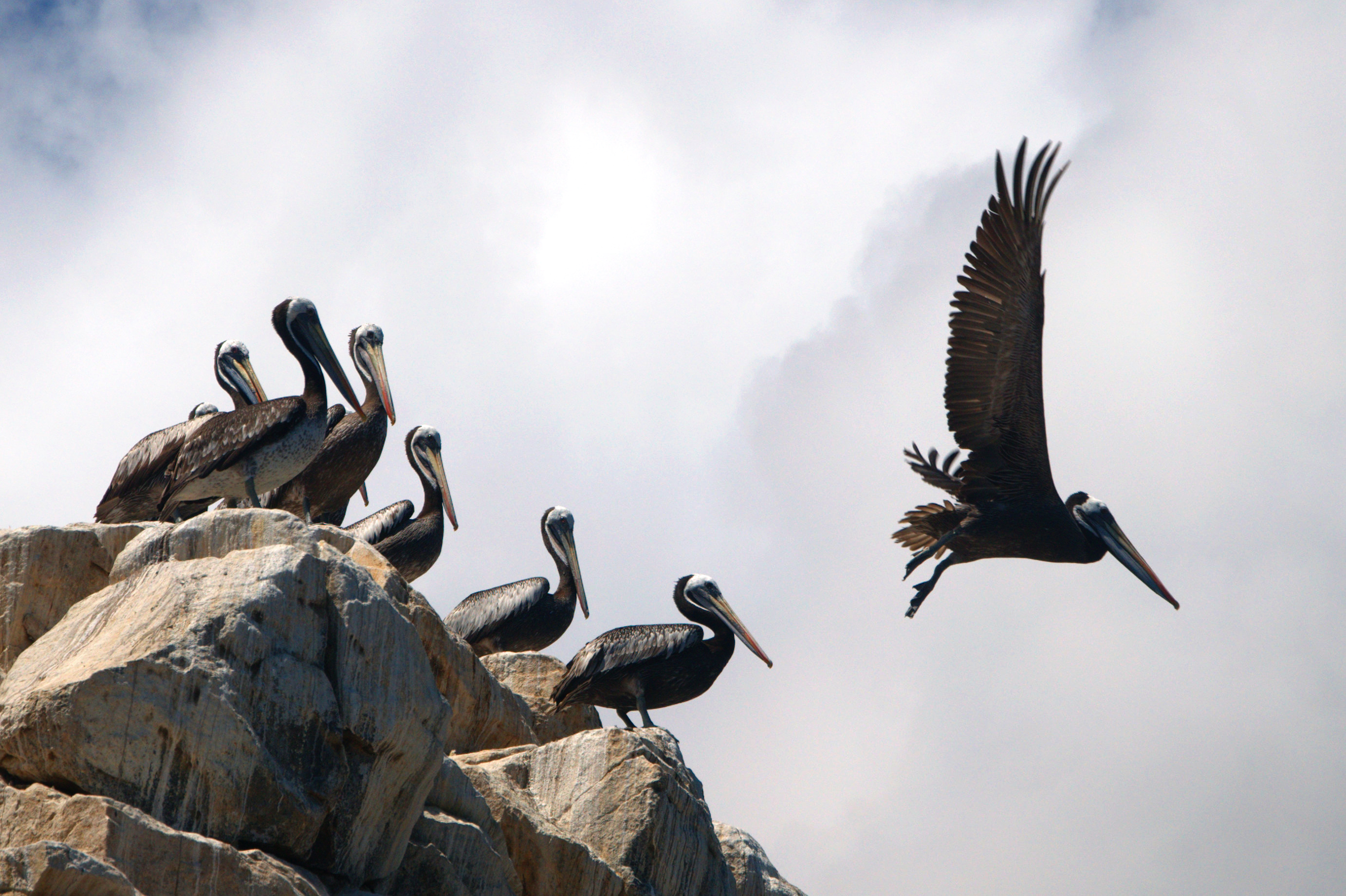